# Liste des épisodes de One Piece (Saga East Blue)
 (août 2025).
 (août 2025).
Si vous disposez d'ouvrages ou d'articles de référence ou si vous connaissez des sites web de qualité traitant du thème abordé ici, merci de compléter l'article en donnant les références utiles à sa vérifiabilité et en les liant à la section « Notes et références ».
Chronologie
Alabasta
Cet article liste les épisodes de la saga East Blue de One Piece.

## Générique
Deux génériques ont été utilisés lors de la saga East Blue :
- We Are ! de Hiroshi Kitadani (épisodes 1 à 47)
- Believe de Folder5 (épisodes 48 à 61)

## Saison 1

### ArcRomance Dawn
| No | Titre français                                                 | Titre japonais                       | Titre japonais                               | Date de 1re diffusion |
| No | Titre français                                                 | Kanji                                | Rōmaji                                       | Date de 1re diffusion |
| --- | -------------------------------------------------------------- | ------------------------------------ | -------------------------------------------- | --------------------- |
| OVA 1 | One Piece - Vaincons-le ! Le pirate Ganzack.                   | ワンピース 倒せ! 海賊ギャンザック    | Wan Pīsu: Taose! Kaizoku Gyanzakku           | 26 juillet 1998       |
| OVA se déroulant entre l'arc Village d'Orange et l'arc Village de Sirop. |                                                                |                                      |                                              |                       |
| 1 | Je suis Luffy ! Celui qui deviendra Roi des pirates!           | 俺はルフィ！海賊王になる男だ！       | Ore wa Luffy ! Kaizoku ō ni naru otoko da !  | 20 octobre 1999       |
| [Chapitre 2] - Des marins, sur un navire de croisière, trouvent un tonneau dans la mer et le ramènent à bord. Juste à ce moment-là, ces derniers se font attaquer par le bateau pirate de Lady Alvida. Les pirates trouvent le tonneau pensant s'abreuver du contenu, mais Monkey D. Luffy en sort après un long sommeil. Luffy rencontre Kobby, un sous-fifre de l'équipage d'Alvida. Luffy annonce à Kobby qu'il veut devenir le Seigneur des Pirates tandis que Kobby souhaite faire partie de la marine. Luffy affronte Alvida dans ce qui est son tout premier combat en tant que pirate affirmé et la bat facilement. Luffy, en compagnie de Kobby, partent sur la mer afin de chercher le fameux chasseur de primes de pirates Roronoa Zoro, un bretteur, à Shells Town une ville située sur l'île Yotsuba à East Blue. |                                                                |                                      |                                              |                       |
| 2 | Le grand manieur de sabre ! Roronoa Zoro, chasseur de pirates! | 大剣豪現る！海賊狩りロロノア・ゾロ   | Dai kengō arawaru ! Kaizokugari Roronoa Zoro | 17 novembre 1999      |
| [Chapitre 3-4-5] - Luffy se présente devant Zoro après l'avoir observé plusieurs minutes ; le chasseur de pirates se trouve attaché à un poteau au Q.G de la Marine du village Shells Town, capturé par le Colonel Morgan à la solde de la Marine. Une petite fille de la ville donne à manger des boulettes de riz à Zoro mais Hermep, le fils du Colonel, les écrabouille. Luffy apprend que Zoro va se faire exécuter en écoutant Hermep s'en vanter dans un bar de la ville. Luffy assène un coup de poing au fils du Colonel. Luffy ne ménage pas Zoro en lui annonçant qu'il fera partie de son équipage une fois qu'il sera libéré. Devant une telle désinvolture de la part de Luffy, Zoro est déconcerté et refuse catégoriquement.                                                                                   |                                                                |                                      |                                              |                       |
| 3 | Morgan VS Luffy ! Qui est cette belle inconnue?                | モーガンＶＳルフィ！謎の美少女は誰？ | Morgan tai Luffy ! Nazo no bishōjo wa dare ? | 24 novembre 1999      |
| [Chapitre 5-6-7] - Luffy, grâce à ses capacités d'"homme caoutchouc" sauve in extremis Zoro d'une fusillade orchestrée par les hommes du Colonel Morgan. Celui qui se désigne comme le futur seigneur des pirates recrute enfin Zoro comme épéiste après lui avoir fait un ultime chantage, et ce dernier devient le tout premier membre de l'équipage. Les deux réunis, ils affrontent le Colonel Morgan et sortent victorieux du combat. Ce faisant, Luffy et Zoro libèrent la ville du joug du Colonel qui la tenait d'une main de fer faisant régner une justice que la majorité des marins n'approuvaient pas. La Marine, enfin libéré du Colonel Morgan, remercie Luffy et Zoro mais étant des pirates, ils doivent ensuite partir de la ville prestement.                                                               |                                                                |                                      |                                              |                       |

### ArcVillage d'Orange
| No | Titre français                                                           | Titre japonais                       | Titre japonais                                       | Date de 1re diffusion |
| No | Titre français                                                           | Kanji                                | Rōmaji                                               | Date de 1re diffusion |
| --- | ------------------------------------------------------------------------ | ------------------------------------ | ---------------------------------------------------- | --------------------- |
| 4 | Le passé de Luffy ! L'apparition de Shanks Le Roux.                      | ルフィの過去！赤髪のシャンクス登場   | Luffy no kako ! Akagami no Shanks tōjō               | 8 décembre 1999       |
| [Chapitre 1-8] - Une jeune femme, déjà présente lors du premier épisode, dérobe par la malice et par ses connaissances en météorologie, un bateau à des pirates de seconde zone. On apprend que Zoro a un sens de l'orientation nul puisque s'il est loin de chez lui, c'est qu'il avait pris un bateau il y a longtemps pour aller pêcher mais qu'il n'a jamais pu retrouver son chemin. Pour subvenir à ses besoins, il avait capturé quelques pirates dont les têtes avaient été mises à prix par la Marine. Luffy raconte à Zoro comment il a eu son fameux chapeau de paille. C'est ainsi l'occasion de connaitre les origines des pouvoirs que possède Luffy. |                                                                          |                                      |                                                      |                       |
| 5 | Pouvoirs mystérieux épouvantables ! Capitaine Baggy le Clown!            | 恐怖 謎の力！海賊道化バギー船長！    | Kyōfu nazo no chikara ! Kaizoku dōke Baggy senchō !  | 15 décembre 1999      |
| [Chapitre 8-9-10-11] - Première rencontre entre Luffy et Nami qui se définit comme une voleuse de pirates. Au cours d'un repas que lui a préparé Nami, Luffy se laisse dire par la jeune femme qu'elle doit réunir 100.000.000 de Berry par n'importe quel moyen, mais se garde bien d'en donner la raison. Nami est aussi une navigatrice et, c'est justement ce que recherche Luffy à ce moment de son aventure. C'est tout naturellement que Luffy lui propose de devenir sa navigatrice ; proposition que rejette fermement la jeune femme. En revanche, Nami va se servir de l'innocence de Luffy pour arriver à ses fins : dérober le trésor de Baggy, un chef pirate qui se trouve également sur les lieux. Le Capitaine Baggy le Clown fait alors son entrée en scène. |                                                                          |                                      |                                                      |                       |
| RP 1 | Planification d'urgence. Une stratégie parfaite pour le One Piece !      | 緊急企画 ワンピース完全攻略法        | Kinkyū Kikaku Wan Pīsu Kanzen Kōryakuhō              | 22 décembre 1999      |
| Résumé des 5 premiers épisodes de la série animée. |                                                                          |                                      |                                                      |                       |
| 6 | Situation désespérée ! Morge, le dresseur de fauves contre Luffy!        | 絶体絶命！猛獣使いモージＶＳルフィ！ | Zettai zetsumei ! Mōjū tsukai Morge tai Luffy !      | 29 décembre 1999      |
| [Chapitre 11-12-13-14-15] - S'étant fait capturé par Nami, Luffy est retenu prisonnier dans une cage sous le contrôle de Baggy le clown. Zoro se démène avec Baggy et parvient de justesse à sauver Luffy d'une mort assurée. Nami, prise de remords, donne la clé de la cage à Luffy, mais un chien qui se trouvait là l'avale aussitôt. Entre-temps, Morge, un homme du capitaine Baggy, fait son apparition avec un très grand lion et menace tout le monde. |                                                                          |                                      |                                                      |                       |
| 7 | Combat acharné : Zoro, le manieur de sabres VS Cabaji, l'acrobate!       | 壮絶決闘！剣豪ゾロＶＳ曲芸のカバジ！ | Sōzetsu kettō ! Kengō Zoro tai kyokugei no Cabaji !  | 29 décembre 1999      |
| [Chapitre 15-16-17-18] - Luffy et Zoro combattent maintenant l'équipage de Baggy le clown. L'équipe du "mugiwara" réussit à mettre à mal les hommes de Baggy. Ce dernier affronte Luffy dans un combat ou son chapeau de paille sera au centre de toutes les tensions. |                                                                          |                                      |                                                      |                       |
| 8 | Qui sortira vainqueur ? Le bras de fer des pouvoirs des fruits du Démon! | 勝者はどっち？悪魔の実の能力対決！   | Shōsha wa dotchi ! Akuma no mi no nōryoku taiketsu ! | 29 décembre 1999      |
| [Chapitre 19-20-21] - Une partie de l'histoire de Baggy le clown est racontée dans cet épisode. La fin du combat entre Luffy et Baggy est favorable au "chapeau de paille". Nami, ayant finalement volé le trésor de Baggy, décide de rejoindre pour un temps seulement Luffy et Zoro, après lui avoir donné la carte de Grand Line, une vaste étendue composé d'un océan et de nombreuses îles, point de départ des aventures de Monkey D. Luffy. |                                                                          |                                      |                                                      |                       |

### ArcVillage de Sirop
| No | Titre français                                                               | Titre japonais                                      | Titre japonais                                          | Date de 1re diffusion |
| No | Titre français                                                               | Kanji                                               | Rōmaji                                                  | Date de 1re diffusion |
| --- | ---------------------------------------------------------------------------- | --------------------------------------------------- | ------------------------------------------------------- | --------------------- |
| 9 | Le Justicier menteur : Capitaine Usopp                                       | 正義のうそつき？キャプテンウソップ                  | Seigi no usotsuki ? Captain Usoppu                      | 12 janvier 2000       |
| [Chapitre 23-24] - Luffy, Zoro et Nami font route vers l'est, afin de se rendre sur l'île appelée "Sirop" pour essayer de trouver des vivres et un plus grand bateau que le leur. Arrivés sur place, ils font la rencontre avec Usopp, un habitant natif au comportement des plus étranges. Usopp prétend être à la tête de plusieurs milliers d'homme et menace l'équipage de Luffy s'ils ne repartent pas aussitôt. Finalement, ce n'était qu'un mensonge de la part de Usopp et ce dernier n'a d'autre choix que de laisser vaquer Luffy et ses deux compagnons. Usopp leur présente Kaya, sa meilleure amie, une jeune femme habitant dans une grande demeure. |                                                                              |                                                     |                                                         |                       |
| 10 | Un étranger des plus étranges : Jango, l'hypnotiseur!                        | 史上最強の変な奴！催眠術師ジャンゴ                  | Shijō saikyō no hen na yatsu ! Saiminjutsushi Jango     | 19 janvier 2000       |
| [Chapitre 24-25-26] - Toute l'agitation faite par les mugiwaras et Usopp dans le jardin de la maison de la jeune orpheline Kaya agace le majordome de la demeure, Kurahadol. C'est lui qui assure l’intendance en chef et qui prend soin de Mlle Kaya. Pendant ce temps, un étrange personnage fait son entrée en ville en se déplaçant à reculons, rappelant le fameux Moonwalk. Usopp s'en prend au majordome lorsque celui-ci dit du mal des pirates auxquels le père d'Usopp appartient. La bande préfère alors quitter les lieux et retourner dans un coin plus tranquille. Quant à l'étrange personnage fraichement débarqué, il s'agit de Jango, un hypnotiseur, venu sur l'île à la demande de Kurahadol. Le majordome, qui s'appelle en fait Kuro et qui est un pirate, prépare l’assassinat de Kaya. |                                                                              |                                                     |                                                         |                       |
| 11 | Un plan machiavélique ! Le capitaine Kuro                                    | 陰謀を暴け！海賊執事キャプテンクロ                  | Inbō o abake ! Kaizoku shitsuji Captain Kuro            | 26 janvier 2000       |
| [Chapitre 26-27] - Kuro en a après les biens de Mlle Kaya et veut la faire assassiner afin qu'il puisse devenir le seul héritier. Les habitants du coin chassent Usopp du village car ils en ont assez de ses mensonges à répétitions. Le pauvre Usopp tente de prévenir son amie Kaya du danger qui l'attend de la part de son majordome mais cette dernière n'en croit pas un mot. |                                                                              |                                                     |                                                         |                       |
| 12 | Un affrontement violent ! La grande bataille contre l'équipage du Chat Noir! | 激突！クロネコ海賊団坂道の大攻防！                  | Gekitotsu ! Kuroneko kaizokudan sakamichi no dai kōbō ! | 2 février 2000        |
| [Chapitre 28-29-30] - L'équipage du Chat Noir, dont Kuro est le capitaine, arrive sur l'île et le plan machiavélique se met en place. Luffy, Zoro, Nami et Usopp préparent de leur côté un plan d'action afin de ne pas laisser les pirates malveillants approcher Mlle Kaya. C'est le début des premières confrontations. |                                                                              |                                                     |                                                         |                       |
| 13 | Le duo de choc ! Les frères Siamois contre Zoro!                             | 恐怖の二人組！ ニャーバン兄弟（ブラザーズ）ＶＳゾロ | Kyōfu no futarigumi ! Nyaaban Brothers tai Zoro         | 9 février 2000        |
| [Chapitre 30-31-32] - Le combat entre les pirates du capitaine Kuro et la bande à Luffy continue de plus belle. Kaya apprend enfin la terrible vérité à propos de son majordome. Zoro de son côté, à fort à faire avec deux des membres du Chat Noir, en affrontant les frères siamois. |                                                                              |                                                     |                                                         |                       |
| 14 | Luffy se réveille - La rébellion de Mademoiselle Kaya                        | ルフィ復活！カヤお嬢様の決死の抵抗                  | Luffy fukkatsu ! Kaya ojōsama no kesshi no teikō        | 16 février 2000       |
| [Chapitre 33-34] - Zoro parvient à venir à bout des frères siamois. Luffy sort de la longue torpeur que lui a infligé Jango avec son pouvoir hypnotisant, quelque temps plus tôt. Kaya arrive sur les lieux du combat et menace non sans émotions, son ex majordome. |                                                                              |                                                     |                                                         |                       |
| 15 | La bataille contre Kuro ! La détermination d'Usopp                           | クロを倒せ！男ウソップ涙の決意！                    | Kuro o taose ! Otoko Usoppu namida no ketsui !          | 23 février 2000       |
| [Chapitre 35-36-37] - Usopp, pris dans un élan de courage et de détermination, tente d'arrêter Kuro. Bien mal lui en prend car il ne peut rien face aux techniques de son adversaire. Il demande alors à ses compagnons de toujours - trois enfants qui le suivent à la trace - d’emmener Kaya dans la forêt pour la cacher et la protéger. |                                                                              |                                                     |                                                         |                       |
| 16 | Protégez Kaya ! La bande à Usopp entre en jeu!                               | カヤを守れ！ウソップ海賊団大活躍！                  | Kaya o mamore ! Usoppu kaizokudan dai katsuyaku !       | 1er mars 2000         |
| [Chapitre 38-39] - Les trois enfants courent avec Kaya dans la forêt afin de la protéger. Kuro envoie Jango à leur poursuite pour s'occuper d'eux. Luffy affronte Kuro et ce dernier n'hésite pas à sortir sa technique ultime. Kaya se fait malheureusement capturer par Jango et décide de capituler pour sauver les enfants. |                                                                              |                                                     |                                                         |                       |
| F1 | One Piece, le film                                                           | ワンピース                                          | Wanpīsu                                                 | 4 mars 2000           |
| 17 | L'explosion de colère ! Kuro contre Luffy : le combat final                  | 怒り爆発！クロＶＳルフィ決着の行方！                | Ikari bakuhatsu ! Kuro tai Luffy ketchaku no yukue !    | 8 mars 2000           |
| [Chapitre 39-40-41] - Dans un dernier effort de courage, Usopp part dans la forêt et arrive à temps pour sauver Kaya et vaincre Jango avec son lance pierre, son arme favorite. Luffy lui, vient à bout de Kuro. Usopp fait ses adieux à son île natale et décide de devenir un pirate pour de bon en voyageant en solitaire. Kaya offre généreusement le Vogue Merry aux "chapeau de paille", une caravelle pouvant contenir tout un équipage afin qu'il puisse enfin prendre la mer dans de meilleures conditions. L'équipe de Luffy prend Usopp comme nouveau membre ; il est alors temps de partir. |                                                                              |                                                     |                                                         |                       |
| 18 | Un animal étrange : Gaimon et ses drôles d'amis                              | あんたが珍獣！ガイモンと奇妙な仲間                  | Anta ga chinjū ! Gaimon to kimyō na nakama              | 15 mars 2000          |
| [Chapitre 22-42] - C'est dans cet épisode que l'on voit apparaitre le Jolly Roger (emblème pirate sur le drapeau et les voiles) des Mugiwara. La troupe fait la rencontre de Gaimon, un ancien pirate qui se trouve sur une petite île isolée depuis 20 ans pour protéger un trésor dont il ne connait pas le contenu. |                                                                              |                                                     |                                                         |                       |

### ArcBaratie
| No | Titre français                                                                 | Titre japonais                       | Titre japonais                                           | Date de 1re diffusion |
| No | Titre français                                                                 | Kanji                                | Rōmaji                                                   | Date de 1re diffusion |
| --- | ------------------------------------------------------------------------------ | ------------------------------------ | -------------------------------------------------------- | --------------------- |
| 19 | Le passé des trois sabres ! La promesse de Zoro et Kuina                       | 三刀流の過去！ゾロとくいなの誓い！   | Santōryū no kako ! Zoro to Kuina no chikai !             | 22 mars 2000          |
| [Chapitre 5-42] - En bordure du village de Shimotsuki, se dresse un dojo. Zoro, alors enfant, s'y entraine durement. Cet épisode raconte une partie de l'enfance de Zoro, sous forme de retour en arrière. On le voit défiant sans cesse Kuina, la fille du maitre et seule fille du Dojo, et perdre systématiquement. Ces échecs répétés seront déterminants pour le devenir des techniques de Zoro mais aussi en tant qu'homme. Après le décès accidentel de Kuina, Zoro poursuit son entrainement plus ardemment que jamais et fait la promesse aussi bien à lui qu'à son adversaire et amie Kuina, de devenir le meilleur épéiste au monde. C'est dans cet état d'esprit qu'une fois devenu adulte, et ayant peaufiné ses propres techniques, comme le santōryū (se battre avec trois épées en même temps), il décide de prendre le large. |                                                                                |                                      |                                                          |                       |
| 20 | Un fameux cuistot ! Sanji sur le navire-restaurant                             | 名物コック！海上レストランのサンジ   | Meibutsu cook ! Kaijō restaurant no Sanji                | 12 avril 2000         |
| [Chapitre 42-43] - Le Vogue Merry voit deux anciens chasseurs de primes affiliés à Zoro monter sur le bateau ; l'un d'eux est gravement malade à cause d'une malnutrition et Nami réussi à le guérir. Le bateau prend alors la route Nord-Est pour tenter de recruter un cuisinier sous la demande de Luffy. Ils arrivent vers le Baratie le plus réputé des bateaux restaurants se trouvant en pleine mer, à l'entrée de Grand Line. Au même instant, un bateau de la Marine dirigé par le Lieutenant Fullbody aux poings d'acier s'interpose face à l'équipage des Mugiwara. Fullbody, accompagné d'une jeune femme civile, va se restaurer à bord du Baratie et ordonne à ses hommes de couler le bateau pirate. Le navire marin envoie un boulet de canon en direction du Vogue Merry mais Luffy réussit, grâce à son pouvoir du fruit du démon, à intercepter le boulet et à le renvoyer. malencontreusement sur le Baratie. Le boulet de canon atteint les quartiers du chef et détruit une partie du toit. En contrepartie, et parce que Luffy n'a pas d'argent, le chef engage Luffy gratuitement durant un an afin qu'il rembourse les réparations. C'est aussi dans cet épisode qu'un autre personnage important fait son apparition : Sanji, le coq cuisinier. |                                                                                |                                      |                                                          |                       |
| 21 | Un invité indésirable ! Le repas de Sanji et les obligations de Gyn            | 招かれざる客！サンジの飯とギン恩     | Manekarezaru kyaku ! Sanji no meshi to Gyn no on         | 12 avril 2000         |
| [Chapitre 44-45] - L'occasion est donnée de mettre en lumière les personnages haut en couleur du Baratie. Sanji malmène Fullbody dans la salle principale après qu'il est devenu insultant envers l'ensemble de la cuisine. Ajoutant plus de panique encore, un mystérieux pirate fait une entrée remarquée sur le Baratie et réclame à manger alors qu'il est en train de mourir de faim. Sanji lui offre finalement un excellent repas. Le coq précise à Luffy que tous les protagonistes travaillant au sein du Baratie sont des anciens pirates (mais chacun se fera une idée sur la question du devenir d'un pirate, même rangé.) Une fois repus, le mystérieux pirate se présente sous son prénom Gin en tant que membre de l'équipage Krieg considéré comme le chef aux alentours à la tête d'une armada de 50 autres navires. Peu après, Luffy commence réellement à travailler pour payer sa dette. |                                                                                |                                      |                                                          |                       |
| 22 | Une armada impressionnante ! Le terrible Amiral Don Krieg                      | 最強の海賊艦隊！提督ドン・クリーク   | Saikyō no kaizoku kantai ! Teitoku Don Krieg             | 26 avril 2000         |
| [Chapitre 46-47] - Sanji est tenaillé par le fait d'accepter la proposition franche de Luffy de rejoindre son équipage ou de rester fidèle auprès des hommes du Baratie, bateau restaurant où il a vécu déjà bien des aventures. Don Krieg aussi appelé le tyran arrive sur les lieux. Néanmoins, celui que l'on nomme aussi le pirate le plus puissant de tout East Blue est, comme son navire, en piteux état et réclame, tout comme Gin son bras droit peu avant lui, à manger et à boire auprès des autres pirates du Baratie. Finalement, ce que tous craignaient arrive ; Don Krieg se montre violent et menaçant une fois sa survie assurée par le plat que lui a préparé Sanji. Il ordonne qu'on prépare des victuailles pour ses hommes affamés restés sur le navire. Une bagarre éclate soudainement. |                                                                                |                                      |                                                          |                       |
| 23 | Sauvez le Baratie ! Le grand pirate Zeff aux Pieds Rouges                      | 守れバラティエ！大海賊・赫足のゼフ   | Mamore Baratie ! Dai kaizoku – Aka ashi no Zeff          | 3 mai 2000            |
| [Chapitre 48-49] - Zeff le chef du Baratie et Don Krieg se connaissant, une joute verbale pleine de menace éclate entre les deux pirates. Krieg veut le Baratie sous ses ordres, ce que ne laissera pas faire l'équipe du restaurant. Entre temps, les hommes de Krieg sont rassasiés à leur tour et se préparent à aborder le Baratie. Lorsque subitement, le navire de Don Krieg se fait couper net en deux et sombre dans l'océan. L'homme capable de ce coup d'épée impressionnant n'est autre que Mihawk, le plus grand sabreur au monde. |                                                                                |                                      |                                                          |                       |
| 24 | Mihawk, "l'Œil de Faucon" ! La défaite de Zoro, le légendaire manieur de sabre | 鷹の目のミホーク！剣豪ゾロ海に散る   | Taka no me no Mihawk ! Kengō Zoro umi ni chiru           | 10 mai 2000           |
| [Chapitre 50-51-52] - Restés sur le Vogue Merry, Nami et les deux anciens compagnons de Zoro, discutent à propos des affiches de mises à prix se trouvant à bord. Dans une nouvelle malice, Nami fait chuter à l'eau les deux pauvres chasseurs de primes et s'enfuit seule avec le bateau. Alors que Luffy et ses compagnons mettent en place un plan pour aller à l'encontre de la voleuse, Zoro aperçoit l'homme aux yeux de faucon Mihawk sur sa barque. Son sang ne faisant qu'un tour, Zoro annonce qu'il veut un duel avec Mihawk, par orgueil et pour tenir sa promesse faite il y a longtemps. Le combat commence, bien qu'il soit parfaitement inégal pour Zoro. Mihawk cependant, comprend la motivation de son adversaire et le blesse par honneur. |                                                                                |                                      |                                                          |                       |
| 25 | Explosion de coups de pied ! Sanji VS Pearl Bouclier d'Acier                   | 必殺足技炸裂！サンジＶＳ鉄壁のパール | Hissatsu ashiwaza sakurestu ! Sanji tai teppeki no Pearl | 17 mai 2000           |
| [Chapitre 53-54-55] - Don Krieg ne compte pas en rester là ; ses hommes attaquent le Baratie. Luffy contre aussitôt cette première salve. Pearl, un sbire à la solde de Krieg, monte sur le Baratie et c'est le début du premier vrai combat de Sanji. Il ne se bat qu'avec la partie basse de son corps : ses genoux, jambes et ses pieds afin de ne pas abimer ses mains qui lui servent à cuisiner. |                                                                                |                                      |                                                          |                       |
| 26 | Le rêve de Zeff et Sanji ! Le miracle de All Blue                              | ゼフとサンジの夢 幻のオールブルー    | Zeff to Sanji no yume Maboroshi no All Blue              | 24 mai 2000           |
| [Chapitre 56-57-58-59] - Dans cet épisode, le passé de Sanji nous est conté. Alors qu'il était enfant et commis de cuisine sur un bateau restaurant et qu'il relatait aux cuisiniers présents son rêve de découvrir All Blue, une vaste étendue d'eau regroupant toutes les autres mers, son bateau se fit aborder par l'équipage de Zeff aux pieds rouges. Tandis qu'ils s’apprêtaient à repartir butins en poche, une tempête s'intensifia et une vague fit chavirer Sanji dans la mer. Zeff, dans un élan de compassion après avoir entendu de la bouche de Sanji qu'il ne mourrait pas avant d'avoir pu découvrir All Blue, plongea pour essayer de sauver l'enfant. Une jambe coincée dans une enclume, Zeff la perdit et sauva Sanji. Échoués sur un gros rocher en pleine mer, Sanji et Zeff tenteront de survivre avec le peu de victuailles que les vagues voulurent bien leur ramener, tout en gardant un œil au large chacun de leur côté du roc espérant qu'un bateau arriverait. |                                                                                |                                      |                                                          |                       |
| 27 | Un ennemi démoniaque sans cœur. Gyn, le vice-amiral                            | 冷徹非常の鬼人 海賊艦隊総隊長ギン    | Reitetsu hijō no kijin Kaizoku kantai soutaichō Gyn      | 31 mai 2000           |
| [Chapitre 59-60-61-62] - Gyn, le bras droit de Don Krieg, s'interpose maintenant face à Sanji. Même si le pirate a été sauvé d'une mort de faim par le coq, il n'en reste pas moins fidèle à son capitaine. Un combat acharné oppose les deux hommes ; Sanji déjà éprouvé par son combat précédent, est mis à terre. Toutefois, Gyn ne peut se résoudre à tuer le cuisinier, car une once d'honneur monte en lui en reconnaissance du plat que Sanji lui avait offert. Furieux, Don Krieg projette une bombe contenant du gaz empoisonné vers Gyn et Sanji. |                                                                                |                                      |                                                          |                       |
| 28 | Je ne mourrai pas ! Combat acharné : Luffy VS Don Krieg                        | 死なねェよ！激闘ルフィＶＳクリーク！ | Shinanee yo ! Gekitō Luffy tai Krieg !                   | 7 juin 2000           |
| [Chapitre 62-63-64] - Un duel acharné s'engage entre Luffy et le terrible Don Krieg. Cet épisode débute l'arc mineur Luffy vs Don Krieg |                                                                                |                                      |                                                          |                       |
| 29 | Fin du combat acharné ! L'ultime nœud dans le ventre                           | 死闘の決着！腹にくくった１本の槍！   | Shitō no ketchaku ! Hara ni kukutta ippon no yari !      | 21 juin 2000          |
| [Chapitre 65-66] - Le combat de Luffy et Don Krieg se poursuit. Le chapeau de paille réussit à briser l'armure de Don Krieg, ce qui étonne ce dernier. Finalement, Luffy parvient à vaincre Don Krieg. Cet épisode clôt l'arc mineur Luffy vs Don Krieg |                                                                                |                                      |                                                          |                       |
| 30 | L'heure du départ ! Le cuisinier marin embarque avec Luffy!                    | 旅立ち！海のコックはルフィとともに   | Tabidachi ! Umi no cook wa Luffy to tomo ni              | 28 juin 2000          |
| [Chapitre 67-68] - Sanji, après avoir hésité sur son avenir, décide finalement de faire partie de l'aventure aux côtés de Luffy. C'est dans un émouvant adieu que le coq quitte le Baratie et son équipage. |                                                                                |                                      |                                                          |                       |

### ArcArlong Park
| No | Titre français                                                                  | Titre japonais                       | Titre japonais                                           | Date de 1re diffusion |
| No | Titre français                                                                  | Kanji                                | Rōmaji                                                   | Date de 1re diffusion |
| --- | ------------------------------------------------------------------------------- | ------------------------------------ | -------------------------------------------------------- | --------------------- |
| 31 | Le plus ingrat des mers de l'Est : Arlong, le pirate Homme-Poisson              | 東の海最悪の男！魚人海賊アーロン！   | Higashi no umi saiaku no otoko ! Gyojin kaizoku Arlong ! | 12 juillet 2000       |
| [Chapitre 69-70-71] - Luffy, Sanji et Yosaku, partent immédiatement à la recherche de Nami en se dirigeant vers l'archipel de Konomi où se trouve Arlong, un terrible homme-poisson ayant pris le contrôle de tout East Blue. Durant la poursuite, Yosaku en profite pour raconter au chapeau de paille et au cuisinier, ce qu'il sait à propos des Shichibukai. Nami, arrivant sur l'archipel, se rend dans la base de Arlong et lui donne le butin qu'elle avait dérobée à Baggy le clown. Entre temps, Zoro, Usopp et Johnny font route eux aussi vers l'archipel. Une fois sur place, Zoro se fait capturer par la bande d'Arlong. Usopp de son côté a fort à faire une fois infiltré dans le village. |                                                                                 |                                      |                                                          |                       |
| 32 | La sorcière du village de Cocoyashi ! La dirigeante du clan Arlong              | ココヤシ村の魔女！アーロンの女幹部   | Kokoyashi mura no majo ! Arlong no onna kanbu            | 19 juillet 2000       |
| [Chapitre 70-71-72-73] - Usopp rencontre Nojiko, la grande sœur adoptive de Nami. La jeune femme lui raconte que Nami travaille pour Arlong. Nojiko et Nami sont deux orphelines ayant grandi ici, au village Cocoyashi. Arlong et sa bande vont au village et terrorisent les habitants. Nami révèle pourquoi elle vole les pirates qu'elle croise : pour racheter le village à Arlong. |                                                                                 |                                      |                                                          |                       |
| 33 | La disparition d'Usopp ?! A quand le débarquement de Luffy ?                    | ウソップ死す?!ルフィ上陸はまだ？     | Usoppu shisu ?! Luffy jōriku wa mada ?                   | 19 juillet 2000       |
| [Chapitre 73-74-75] - Usopp se fait lui aussi capturer par les sbires de Arlong. Zoro, délivré grâce à Nami de sa prison, vainc les hommes-poissons restés à la base et part vers Cocoyashi pour aider Usopp, mais ce dernier se fait ramener dans cette base. Nami voit ses chances de racheter son village qui s’amenuisent par les interventions des Mugiwara. Elle décide de tuer Usopp pour arriver à ses fins et être débarrasser du joug de Arlong. Luffy et ses deux autres compagnons arrivent sur l'archipel au même moment. |                                                                                 |                                      |                                                          |                       |
| 34 | L'équipage se retrouve ! La vérité sur Nami selon Usopp!                        | 全員集結！ウソップが語るナミの真実   | Zen'in shūketsu ! Usoppu ga kataru Nami no shinjitsu     | 26 juillet 2000       |
| [Chapitre 75-76-77] - Un navire de la Marine approche de l'archipel ; les hommes-poissons l'assaillent aussitôt et coulent le bateau. Usopp, qui est bien vivant grâce à l'intervention de Nami un peu plus tôt, retrouve Luffy, Zoro et Sanji dans la clairière et leur explique la situation désespérée de Nami : elle vole les pirates mais ignore encore pour quelle raison précise. Nojiko intervient et décide de tout raconter. Luffy lui n'en a cure et décide d'« aller faire un tour ». |                                                                                 |                                      |                                                          |                       |
| 35 | Retour vers le passé ! La combattante Belmer                                    | 秘められた過去！女戦士ベルメール！   | Himerareta kako ! Onna senshi Bellemere !                | 2 août 2000           |
| [Chapitre 77-78] - Belmer. Tel est le prénom que porte la mère adoptive de Nami et Nojiko. Nojiko narre ainsi l'histoire de sa famille, se passant aux côtés de vergers de mandarines. Cet épisode débute l'arc mineur du passé de Nami |                                                                                 |                                      |                                                          |                       |
| 36 | Il faut survivre ! Le lien éternel de Belmer et de Nami!                        | 生き抜け！母ベルメールとナミの絆！   | Ikinuke ! Haha Bellemere to Nami no kizuna !             | 9 août 2000           |
| [Chapitre 78-79-80] - Nojiko achève de relater son passé en compagnie de Nami et de leur mère, se terminant tragiquement pour Belmer et pour le futur de Nami. Cet épisode clôt l'arc mineur du passé de Nami |                                                                                 |                                      |                                                          |                       |
| 37 | Luffy arrive ! La fin de la trahison!                                           | ルフィ立つ！裏切られた約束の結末！   | Luffy tatsu ! Uragirareta yakusoku no ketsumatsu !       | 16 août 2000          |
| [Chapitre 80-81] - Un autre bateau de la Marine fait son attache sur l'archipel. Ils sont venus récupérer tous les butins que Nami a accumulés depuis des années. Nami ne se laisse pas faire et combat les hommes. Cependant, elle réalise avec effroi, que Arlong est derrière tout ça ; il a trahi Nami et veut récupérer les trésors. Les villageois, excédés par tant de tyrannie, décident une bonne fois pour toutes de se rebeller contre les hommes-poissons et s'apprêtent à les combattre. Nami s'en rendant compte, tente de les stopper, en vain. Alors qu'elle est accablée de désespoir, Nami supplie Luffy, de l'aider.                                                                    |                                                                                 |                                      |                                                          |                       |
| 38 | Luffy en grand danger ! Le clan de Luffy VS les hommes-poissons                 | ルフィ大ピンチ！魚人ＶＳルフィ海賊団 | Luffy dai pinchi ! Gyojin tai Luffy kaizokudan           | 23 août 2000          |
| [Chapitre 82-83] - Remontés comme jamais, Luffy et ses compagnons avancent d'un seul homme, vers Arlong et sa bande. C'est le début du combat ; les Mugiwaras toutefois éprouvent des difficultés. Cet épisode débute l'arc majeur du combat contre les hommes-poissons. |                                                                                 |                                      |                                                          |                       |
| 39 | Luffy s'immerge. Zoro VS Octy                                                   | ルフィ水没！ゾロＶＳタコのはっちゃん | Luffy suibotsu ! Zoro tai tako no Hatchan                | 30 août 2000          |
| [Chapitre 84-85-86] - Luffy est en grand danger, après s'être immergé les pieds prit dans un bloc de pierre au fond d'un bassin sur le lieu du combat. Usopp et Zoro résistent tant bien que mal face à leur adversaire respectif. Nojiko aidé par Genzo le chef du village tentent d'aider Luffy coincé au fond de l'eau. |                                                                                 |                                      |                                                          |                       |
| 40 | Les glorieux guerriers ! Les combats acharnés de Sanji et Usopp!                | 誇り高き戦士！激闘サンジとウソップ   | Hokoritakaki senshi ! Gekitō Sanji to Usoppu             | 6 septembre 2000      |
| [Chapitre 86-87-88] - Sanji et Zoro combattent de toutes leurs forces et viennent à bout des plus féroces sbires de Arlong. Usopp de son côté, triomphe de son adversaire dans une partie isolée de l’archipel. Toutefois, ils sont tous les trois éprouvés et ne se relèvent plus. |                                                                                 |                                      |                                                          |                       |
| 41 | Luffy, tu es le meilleur ! La courageuse Nami et le chapeau de paille           | ルフィ全開！ナミの決意と麦わら帽子   | Luffy zenkai ! Nami no ketsui to mugiwara bōshi          | 13 septembre 2000     |
| [Chapitre 88-89-90] - Arlong avait autrefois pris captif Nami pour ses aptitudes à cartographier les mers qui régissent le monde de One Piece. L'homme-poisson fait un ultime marché avec Nami : il ne tuera personne du village si elle consent à revenir dans son équipe et continue à cartographier. Nami refuse. Dans un ultime effort, Zoro affronte Arlong et au moment où l'épéiste allait perdre, Luffy sort de l'eau et attaque sans tarder le tyran de Cocoyashi. Cet épisode débute l'arc mineur Luffy contre Arlong |                                                                                 |                                      |                                                          |                       |
| 42 | Arlong, l'homme-requin. Le danger vient de la mer!                              | 炸裂！魚人アーロン海からの猛攻撃！   | Sakuretsu ! Gyojin Arlong umi kara no mōkōgeki !         | 27 septembre 2000     |
| [Chapitre 90-91-92] - Le combat est intense entre Luffy et Arlong et chacun est bien disposé à ne pas perdre. |                                                                                 |                                      |                                                          |                       |
| 43 | La chute de l'empire des Hommes-poissons ! Nami est ma partenaire!              | 魚人帝国の終わり！ナミは俺の仲間だ！ | Kyojin teikoku no owari ! Nami wa ore no nakama da !     | 27 septembre 2000     |
| [Chapitre 93-94] - Luffy voit ses limites avec ce combat. Arlong est coriace. Toujours ému face à l'histoire de Nami, le chapeau de paille trouve en lui les ressources nécessaires pour vaincre Arlong. Luffy crie dans une rage qui ne laisse aucune faille à l'encontre de Nami et accessoirement aux autres : "Tu es ma partenaire !" Luffy se verra bientôt avoir une prime sur sa tête. Cet épisode clôt l'arc mineur Luffy vs Arlong et l'arc majeur du combat contre les hommes-poissons |                                                                                 |                                      |                                                          |                       |
| 44 | Partir le sourire aux lèvres ! Au revoir, Cocoyashi, mon village!               | 笑顔の旅立ち！さらば故郷ココヤシ村   | Egao no tabidachi ! Saraba furusato Kokoyashi mura       | 11 octobre 2000       |
| [Chapitre 95] - La fête bat son plein au sein du village. Tandis que Zoro se fait soigner, Nami fait ses adieux au village et rend un dernier hommage heureux sur la sépulture de sa mère. Il est alors temps de partir, non sans une dernière malice de Nami à ses chers villageois. |                                                                                 |                                      |                                                          |                       |
| 45 | Une tête mise à prix ! Luffy au chapeau de paille se révèle à la face du monde. | 賞金首！麦わらのルフィ世に知れ渡る   | Shōkin kubi ! Mugiwara no Luffy yo ni shirewataru        | 25 octobre 2000       |
| [Chapitre 96] - Tout l'équipage découvre une fois reparti de l'archipel, l'affiche officielle que le gouvernement mondial a diffusée dans tous les journaux. La nouvelle ne tarde pas à traverser les mers, et tous ceux que Luffy et sa joyeuse équipe ont rencontrés jusqu’alors, de Fushia le village natal de Luffy en passant par le village Sirop, s'en émerveillent, à commencer par les Mugiwara eux-mêmes ! Très loin de toute cette agitation, Mihawk échoue sur une île ou se repose Shanks et son équipage. C'est le Shichibukai en personne qui lui apprend la nouvelle de la mise à prix de Luffy, pour son plus grand bonheur.                                                              |                                                                                 |                                      |                                                          |                       |

### ArcLes aventures de Baggy
| No | Titre français                                                       | Titre japonais                     | Titre japonais                               | Date de 1re diffusion |
| No | Titre français                                                       | Kanji                              | Rōmaji                                       | Date de 1re diffusion |
| --- | -------------------------------------------------------------------- | ---------------------------------- | -------------------------------------------- | --------------------- |
| 46 | À la poursuite de Luffy ! Les aventures de Baggy rétréci!            | 麦わらを追え！小さなバギーの大冒険 | Mugiwara o oe ! Chiisa na Baggy no dai bōken | 1er novembre 2000     |
| Baggy est à la recherche de ses membres et de ses compagnons ; en chemin, il rencontre Gaïmon. |                                                                      |                                    |                                              |                       |
| 47 | Vous l'attendiez depuis longtemps… Le capitaine Baggy est de retour! | お待ちかね！ああ復活のバギー船長！ | Omachikane ! Aa fukkatsu no Baggy senchō !   | 8 novembre 2000       |
| Alors que Baggy est attaqué par un crabe de mer, il est sauvé par Alvida. Celle-ci lui propose de s'associer, pour tuer Luffy. Pendant ce temps, les hommes de Baggy se font capturer par une tribu d'indigènes cannibales. |                                                                      |                                    |                                              |                       |

### ArcLoguetown
| No | Titre français                                                         | Titre japonais                                       | Titre japonais                                             | Date de 1re diffusion |
| No | Titre français                                                         | Kanji                                                | Rōmaji                                                     | Date de 1re diffusion |
| --- | ---------------------------------------------------------------------- | ---------------------------------------------------- | ---------------------------------------------------------- | --------------------- |
| 48 | La ville où tout a commencé et où tout a fini ! L'arrivée à Loguetown! | 始まりと終りの町 ローグタウン上陸                    | Hajimari to owari no machi Logue Town jōriku               | 22 novembre 2000      |
| [Chapitre 96-97] - Luffy et son équipage font escale sur l'île où Gol D. Roger est né et mort, Loguetown. |                                                                        |                                                      |                                                            |                       |
| 49 | Sandai Kitetsu et Yubashiri ! Les nouveaux sabres de Zoro!             | 三代鬼徹と雪走！ゾロの新刀と女曹長                   | Sandai Kitetsu to Yubashiri ! Zoro no shintō to onna sōchō | 22 novembre 2000      |
| [Chapitre 97] - Zoro a besoin de nouveaux sabres et les recherche ; il fait la connaissance de Tashigi, sergent de la marine qui ne remarque pas qu’elle se trouve en face de Roronoa Zoro et l'invite à travailler à la base de la marine. Zoro, qui se fait reconnaître , quitte son poste en assommant deux soldats, et repart à la recherche de sabres qu’il finit par trouver. |                                                                        |                                                      |                                                            |                       |
| 50 | Usopp VS Daddy Masterson ! Duel sous le soleil!                        | ウソップＶＳ子連れのダディ 真昼の決闘                | Usoppu tai kozure no Daddy Mahiru no kettō                 | 29 novembre 2000      |
| Usopp se trouve confronté en duel à un ancien tireur d'élite de la marine, converti en chasseur de primes, qui par le passé a affronté son père, Yasopp. |                                                                        |                                                      |                                                            |                       |
| 51 | Une bataille culinaire des plus brûlantes ! Sanji VS Le séduisant chef | 炎の料理バトル？サンジＶＳ美人シェフ                 | Honō no ryōri battle ? Sanji tai bijin Chef                | 6 décembre 2000       |
| [Chapitre 98 + filler] - Sanji accepte le défi de Carmen lors du championnat du meilleur cuisinier de East Blue pour gagner un thon éléphant, espèce très rare. |                                                                        |                                                      |                                                            |                       |
| 52 | La revanche de Baggy ! L'homme qui sourit sur l'échafaud!              | バギーのリベンジ！処刑台で笑う男！                   | Buggy no revenge ! Shokeidai de warau otoko !              | 13 décembre 2000      |
| [Chapitre 98-99-100] - Baggy, Alvida et leurs complices mettent la main sur Luffy. Alors que Baggy s'apprête à l’exécuter, une violente tempête éclate et le foudroie, libérant Luffy. Pendant ce temps, Morge tente de mettre le feu au Vogue Merry. |                                                                        |                                                      |                                                            |                       |
| SP 1 | La descente de Luffy ! La grande aventure sur la mer inexplorée        | ルフィの家系！未踏の海の大冒険                       | Luffy Rakka! Hikyou - Umi no Heso no Daibouken             | 20 décembre 2000      |
| 53 | La légende est en marche ! En route pour Grand Line!                   | 伝説は始まった！目指せ偉大なる航路（グランドライン） | Densetsu wa hajimatta ! Mezase Grand Line                  | 10 janvier 2001       |
| [Chapitre 100] - Après avoir été sauvé par l'homme mystérieux nommé Dragon, Luffy et ses compagnons partent rejoindre Nami et Usopp qui sont à bord du vogue Merry mais le colonel Smoker les empêchent de passer. Luffy défie alors Smoker, qui a mangé le fruit du fumigène, lui permettant de transformer son corps en fumée. Pendant ce temps, Zoro affronte le sous-lieutenant Tashigi. Le dénommé Dragon sauve encore Luffy avec un pouvoir étrange: il crée une tempête. Luffy peut enfin s'enfuir avec ses compagnons. Ils arrivent enfin à la mer la plus grande du monde : Grand Line Note : À partir de cet épisode, les épisodes suivants et celui-ci y compris ne sont sortis que sous la licence de Kana Home Video. |                                                                        |                                                      |                                                            |                       |

### ArcÎle du navire de guerre
| No | Titre français                                                           | Titre japonais                                     | Titre japonais                                            | Date de 1re diffusion |
| No | Titre français                                                           | Kanji                                              | Rōmaji                                                    | Date de 1re diffusion |
| --- | ------------------------------------------------------------------------ | -------------------------------------------------- | --------------------------------------------------------- | --------------------- |
| 54 | Le pressentiment d'une nouvelle aventure ! Une fille mystérieuse : Apis! | 新たなる冒険の予感！謎の少女アピス                 | Aratanaru bōken no yokan ! Nazo no shōjo Apis             | 17 janvier 2001       |
| Alors que Luffy et ses compagnons se dirigent vers Grand Line, ils font la connaissance de Apis, une petite fille qui raconte s'être enfuie d'un navire de la marine. |                                                                          |                                                    |                                                           |                       |
| 55 | Le Dragon Sacré ! Le secret d'Apis et l'île légendaire!                  | 奇跡の生物！アピスの秘密と伝説の島                 | Kiseki no seibutsu ! Apis no himitsu to densetsu no shima | 24 janvier 2001       |
| [Chapitre 101 + filler] - Apis, de retour sur son île, va voir son dragon millénaire, sans savoir que Luffy et Nami l'ont suivie ; ceux-ci découvrent le secret d’Apis : elle possède un fruit du démon, le Mure-Mure, qui lui permet de communiquer avec le dragon millénaire (et les autres animaux, en général), qui souhaite retourner sur l'île perdue et retrouver les siens. |                                                                          |                                                    |                                                           |                       |
| 56 | L'attaque d'Erik ! La grande évasion de l'Île du Vaisseau de Guerre!     | エリック出撃！軍艦島からの大脱出！                 | Erik shutsugeki ! Gunkan jima kara no dai dasshutsu !     | 31 janvier 2001       |
| Erik et les hommes de l'amiral Nelson débarquent sur l'île du vaisseau de guerre et commencent à la fouiller. Pendant ce temps, Nami envoie Zoro et Usopp chercher le Vogue Merry pour emmener le Dragon sur l'île perdue. Erik les retrouve et attaque Luffy et Sanji avec son fruit du démon le Slash-Slash ; ils s’en sortent et arrivent à sauver le dragon ; ils commencent leur périple pour retrouver l'île. |                                                                          |                                                    |                                                           |                       |
| 57 | Une île isolée sur une mer lointaine. La légendaire Île Perdue!          | 絶海の孤島！伝説のロストアイランド                 | Zekkai no kotō ! Densetsu no Lost Island                  | 7 février 2001        |
| Après quelques dégâts subits, la Marine répare ses navires ; ils repartent à la poursuite de l'équipage de Luffy. Pendant ce temps, Riouji se souvient de quelle direction il faut prendre pour aller sur son île retrouver les siens. |                                                                          |                                                    |                                                           |                       |
| 58 | Duel dans les ruines ! Zoro VS Erik!                                     | 廃墟の決闘！緊迫のゾロＶＳエリック!                | Haikyo no kettō ! Kinpaku no Zoro tai Erik !              | 21 février 2001       |
| Luffy et ses compagnons découvrent une fresque qui est en réalité une carte pour trouver l'île perdue ; alors qu'il s'apprêtent à repartir, Erik fait son apparition et veut tuer Riouji, mais Zoro le provoque en duel. Luffy et les autres en profitent pour partir, mais Erik part à leur poursuite ; Zoro le rattrape et le retarde. Une fois les préparatifs terminés, l'équipage de Luffy repart en direction de l'île du vaisseau de guerre, mais en chemin, il tombe dans le piège de l'amiral Nelson qui les encercle et les bombarde à l'aide d'une armada de navires de la Marine. |                                                                          |                                                    |                                                           |                       |
| 59 | Luffy complètement encerclé ! Le plan secret de l'amiral Nelson          | ルフィ完全包囲！提督ネルソンの秘策                 | Luffy kanzen hōi ! Teitoku Nelson no hisaku               | 21 février 2001       |
| L'amiral Nelson met son plan en action et tire en direction du Vogue Merry. Pendant ce temps, Erik prend un canot et trois soldats et part chercher le dragon .Il parvient à ses fins et prend Apis en otage. Riouji s'énerve, se lève, attaque Erik et le bat ; il part en direction de l'amiral Nelson, mais ce dernier ordonne qu'on le tue ; les canons touchent Riouji qui tombe a l'eau. |                                                                          |                                                    |                                                           |                       |
| 60 | Objet volant non identifié ! La légende revit!                           | 大空を舞うもの！甦える千年の伝説！                 | Oozora o mau mono ! Yomigaeru sennen no densetsu !        | 28 février 2001       |
| Luffy dit à Riouji de ne pas abandonner son rêve et reprend des forces pour appeler les siens, disant que le moment est venu. Peu de temps après, les autres dragons arrivent et tournent en cercle au niveau du soleil, ce qui fait apparaître l'île des dragons millénaires. Pendant ce temps, Luffy défait l'amiral Nelson en détruisant son navire. Riouji meurt, laissant Apis en pleurs, mais qui retrouve le sourire en découvrant l'île des dragons millénaires. Nelson refait son apparition et est aussitôt tué par Erik qui veut en finir avec l'équipage de Luffy.                |                                                                          |                                                    |                                                           |                       |
| F2 | One Piece : L'Aventure de l'île de l'horloge                             | ねじまき島の冒険                                   |                                                           | 3 mars 2001           |
| 61 | La défense des dragons ! Vol au-dessus de Red Line!                      | 怒りの決着！赤い大陸（レッドライン）を乗り越えろ！ | Ikari no ketchaku ! Red Line o norikoero !                | 7 mars 2001           |
| [Chapitre 101 + filler] - L'équipage défait Erik et dit au revoir à Apis. Ils reprennent leur route en direction du Cap des Jumeaux. Une fois arrivés ils commencent leur ascension du Cap, mais Erik refait son apparition ; il est aussitôt renvoyé à la mer par Nami. L'épisode se conclut sur le bateau se dirigeant vers l'entrée de Grand Line. |                                                                          |                                                    |                                                           |                       |

### Épisodes japonais
1. ↑  (ja) "種目別高世帯視聴率番組10 Vol.43 '99 10/18(月)~10/24(日)". Video Research. Archivé depuis l'original le 18 septembre 2005. Consulté le 3 mars 2009.
2. ↑  (ja) "種目別高世帯視聴率番組10 Vol.47 '99 11/15(月)~11/21(日)". Video Research. Archivé depuis l'original le 20 septembre 2005. Consulté le 3 mars 2009.
3. ↑  (ja) "種目別高世帯視聴率番組10 Vol.48 '99 11/22(月)~11/28(日)". Video Research. Archivé depuis l'original le 20 septembre 2005. Consulté le 3 mars 2009.
4. ↑  (ja) "種目別高世帯視聴率番組10 Vol.50 '99 12/6(月)~12/12(日)". Video Research. Archivé depuis l'original le 20 septembre 2005. Consulté le 3 mars 2009.
5. ↑  (ja) "種目別高世帯視聴率番組10 Vol.51 '99 12/13(月)~12/19(日)". Video Research. Archivé depuis l'original le 20 septembre 2005. Consulté le 3 mars 2009.
6. 1 2 3  (ja) "種目別高世帯視聴率番組10 Vol.1 1999 12/27(月)~2000 1/2(日)". Video Research. Archivé depuis l'original le 18 septembre 2005. Consulté le 4 mars 2009.
7. ↑  (ja) "種目別高世帯視聴率番組10 Vol.3 '00 1/10(月)~1/16(日)". Video Research. Archivé depuis l'original le 19 décembre 2008. Consulté le 4 mars 2009.
8. ↑  (ja) "種目別高世帯視聴率番組10 Vol.4 '00 1/17(月)~1/23(日)". Video Research. Archivé depuis l'original le 19 décembre 2005. Consulté le 4 mars 2009.
9. ↑  (ja) "種目別高世帯視聴率番組10 Vol.5 '00 /24(月)~1/30(日)". Video Research. Archivé depuis l'original le 9 septembre 2006. Consulté le 4 mars 2009.
10. ↑  (ja) "種目別高世帯視聴率番組10 Vol.6 2000 1/31(月)~2/6(日)". Video Research. Archivé depuis l'original le 14 septembre 2006. Consulté le 4 mars 2009.
11. ↑  (ja) "種目別高世帯視聴率番組10 Vol.7 2000 2/7(月)~2/13(日)". Video Research. Archivé depuis l'original le 26 septembre 2006. Consulté le 4 mars 2009.
12. ↑  (ja) "種目別高世帯視聴率番組10 Vol.8 2000 2/14(月)~2/20(日)". Video Research. Archivé depuis l'original le 20 septembre 2006. Consulté le 4 mars 2009.
13. ↑  (ja) "種目別高世帯視聴率番組10 Vol.9 2000 2/21(月)~2/27(日)". Video Research. Archivé depuis l'original le 25 août 2005. Consulté le 4 mars 2009.
14. ↑  (ja) "種目別高世帯視聴率番組10 Vol.10 2000 2/28(月)~3/5(日)". Video Research. Archivé depuis l'original le 19 décembre 2005. Consulté le 4 mars 2009.
15. ↑  (ja) "種目別高世帯視聴率番組10 Vol.11 2000 3/6(月)~3/12(日)". Video Research. Archivé depuis l'original le 13 septembre 2005. Consulté le 4 mars 2009.
16. ↑  (ja) "種目別高世帯視聴率番組10 Vol.12 2000 3/13(月)~3/19(日)". Video Research. Archivé depuis l'original le 20 septembre 2005. Consulté le 4 mars 2009.
17. ↑  (ja) "種目別高世帯視聴率番組10 Vol.13 2000 3/20(月)~3/26(日)". Video Research. Archivé depuis l'original le 25 septembre 2005. Consulté le 4 mars 2009.
18. 1 2  (ja) "種目別高世帯視聴率番組10 Vol.16 2000 4/10(月)~4/16(日)". Video Research. Archiv& depuis l'original le 28 septembre 2005. Consulté le 4 mars 2009.
19. ↑  (ja) "種目別高世帯視聴率番組10 Vol.18 2000 4/24(月)~4/30(日)". Video Research. Archiveé depuis l'original le 16 septembre 2006. Consulté le 4 mars 2009.
20. ↑  (ja) "種目別高世帯視聴率番組10 Vol.20 2000 5/8(月)~5/14(日)". Video Research. Archivé depuis l'original le 19 décembre 2005. Consulté le 3 mars 2009.
21. ↑  (ja) "種目別高世帯視聴率番組10 Vol.21 2000 5/15(月)~5/21(日)". Video Research. Archivé depuis l'original le 12 septembre 2005. Consulté le 4 avril 2009.
22. ↑  (ja) "種目別高世帯視聴率番組10 Vol.22 2000 5/22(月)~5/28(日)". Video Research. Archivé depuis l'original le 9 septembre 2006. Consulté le 4 avril 2009.
23. ↑  (ja) "種目別高世帯視聴率番組10 Vol.23 2000 5/29(月)~6/4(日)". Video Research. Archivé depuis l'original le 8 septembre 2006. Consulté le 4 avril 2009.
24. ↑  (ja) "種目別高世帯視聴率番組10 Vol.24 2000 6/5(月)~6/11(日)". Video Research. Archivé depuis l'original le 9 septembre 2006. Consulté le 4 avril 2009.
25. ↑  (ja) "種目別高世帯視聴率番組10 Vol.26 2000 6/19(月)~6/25(日)". Video Research. Archivé depuis l'original le 13 septembre 2006. Consulté le 4 avril 2009.
26. ↑  (ja) "種目別高世帯視聴率番組10 Vol.27 2000 6/26(月)~7/2(日)". Video Research. Archivé depuis l'original le 10 septembre 2006. Consulté le 4 avril 2009.
27. ↑  (ja) "種目別高世帯視聴率番組10 Vol.29 2000 7/10(月)~7/16(日)". Video Research. Archivé depuis l'original le 13 septembre 2006. Consulté le 4 avril 2009.
28. 1 2  (ja) "種目別高世帯視聴率番組10 Vol.30 2000 7/17(月)~7/23(日)". Video Research. Archivé depuis l'original le 13 septembre 2005. Consulté le 4 avril 2009.
29. ↑  (ja) "種目別高世帯視聴率番組10 Vol.31 2000 7/24(月)~7/30(日)". Video Research. Archivé depuis l'original le 30 septembre 2005. Consulté le 4 avril 2009.
30. ↑  (ja) "種目別高世帯視聴率番組10 Vol.32 2000 7/31(月)~8/6(日)". Video Research. Archivé depuis l'original le 28 septembre 2005. Consulté le 4 avril 2009.
31. ↑  (ja) "種目別高世帯視聴率番組10 Vol.33 2000 8/7(月)~8/13(日)". Video Research. Archivé depuis l'original le 10 septembre 2005. Consulté le 4 avril 2009.
32. ↑  (ja) "種目別高世帯視聴率番組10 Vol.34 2000 8/14(月)~8/20(日)". Video Research. Archivé depuis l'original le 25 septembre 2005. Consulté le 4 avril 2009.
33. ↑  (ja) "種目別高世帯視聴率番組10 Vol.35 2000 8/21(月)~8/27(日)". Video Research. Archivé depuis l'original le 8 janvier 2006. Consulté le 4 avril 2009.
34. ↑  (ja) "種目別高世帯視聴率番組10 Vol.36 2000 8/28(月)~9/3(日)". Video Research. Archivé depuis l'original le 26 septembre 2005. Consulté le 4 avril 2009.
35. ↑  (ja) "種目別高世帯視聴率番組10 Vol.37 2000 9/4(月)~9/10(日)". Video Research. Archivé depuis l'original le 19 décembre 2005. Consulté le 4 avril 2009.
36. ↑  (ja) "種目別高世帯視聴率番組10 Vol.38 2000 9/11(月)~9/17(日)". Video Research. Archivé depuis l'original le 10 septembre 2005. Consulté le 4 avril 2009.
37. 1 2  (ja) "種目別高世帯視聴率番組10 Vol.40 '00 9/25(月)~10/1(日)". Video Research. Archivé depuis l'original le 9 septembre 2005. Consulté le 4 mars 2009.
38. ↑  (ja) "種目別高世帯視聴率番組10 Vol.42 2000 10/9(月)~10/15(日)". Video Research. Archivé depuis l'original le 19 décembre 2005. Consulté le 4 mars 2009.
39. ↑  (ja) "種目別高世帯視聴率番組10 Vol.44 2000 10/23(月)~10/29(日)". Video Research. Archivé depuis l'original le 19 décembre 2005. Consulté le 27 mars 2009.

### Épisodes français
1. 1 2 3 4 5 6 7 8 9 10 11 12 13  Épisodes 1 à 13, kanahomevideo.com
2. 1 2 3 4 5 6 7 8 9 10 11 12 13  Épisodes 14 à 26, kanahomevideo.com
3. 1 2 3 4 5 6 7 8 9 10 11 12 13 14  Épisodes 27 à 39, kanahomevideo.com
4. 1 2 3 4 5 6 7 8 9 10 11 12  Épisodes 40 à 52, kanahomevideo.com
5. 1 2 3 4 5 6 7 8 9  Épisodes 53 à 65, kanahomevideo.com